# La Vieille-Loye
La Vieille-Loye é uma comuna francesa na região administrativa de Borgonha-Franco-Condado, no departamento de Jura. Estende-se por uma área de 9,19 km². Em 2010 a comuna tinha 403 habitantes (densidade: 43,9 hab./km²).